# 보나 스포르차

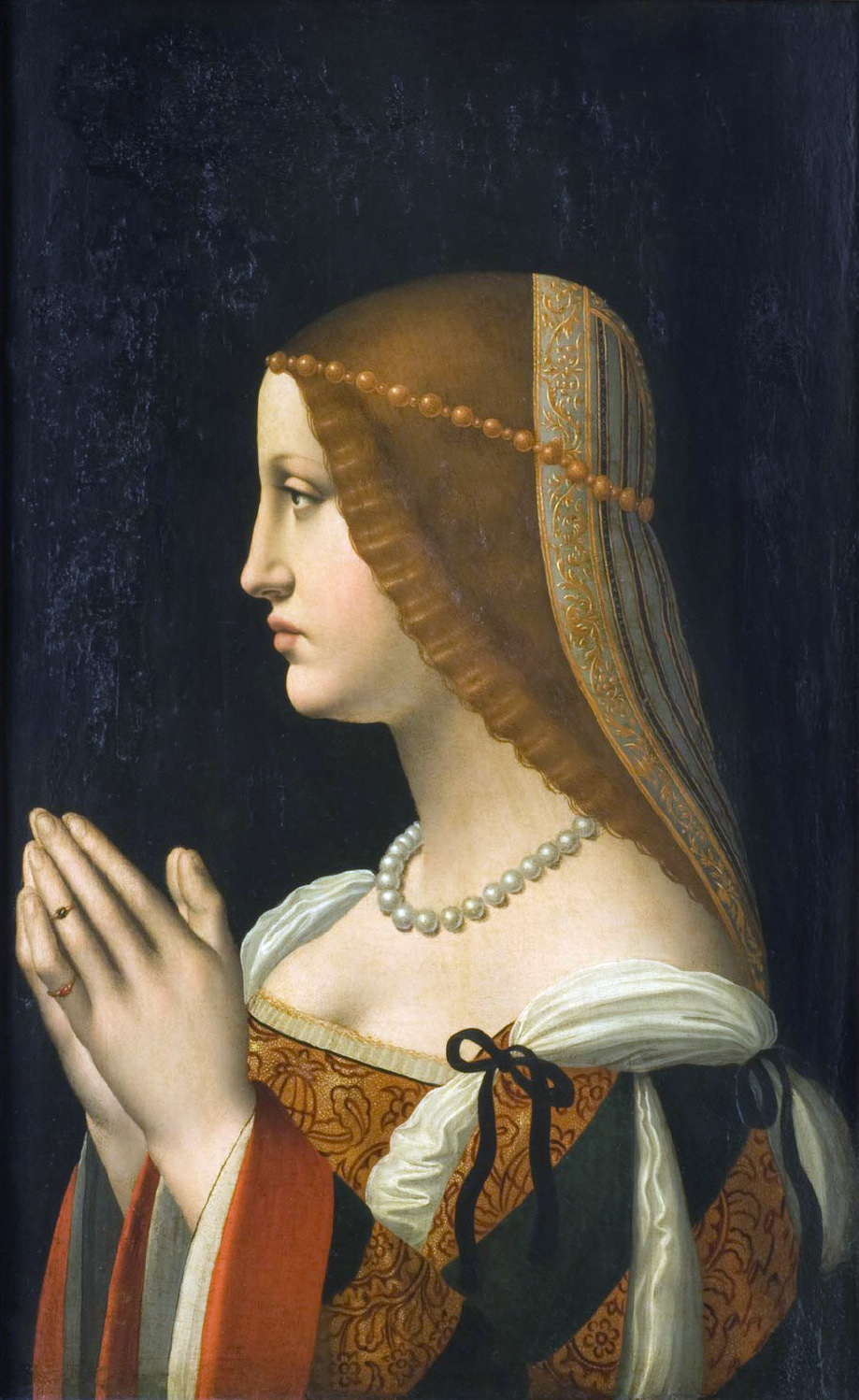
보나 스포르차

보나 스포르차 다라고나(이탈리아어: Bona Sforza d'Aragona, 1494년 2월 2일 ~ 1557년 11월 19일)는 폴란드 국왕 지그문트 1세의 두 번째 왕비이다. 바리 및 로사노 여공작이기도 하다. 밀라노 공작 잔 갈레아초 스포르차와 나폴리의 이사벨라의 딸로, 태어난 그 해에 아버지를 잃었다. 보나는 1518년 아내 바르바라 자폴랴와 사별한 지그문트 1세와 결혼했고, 2남 4녀를 낳았다. 1556년 자신의 비서 잔 로렌초 파파코다(Gian Lorenzo Pappacoda)에게 독살되었다.

## 자녀
- 이사벨라(1519~1559) 헝가리 왕비(야노시 1세와 결혼)
- 지그문트 2세(1520~1572) 폴란드 국왕
- 조피아(1522~1575) 브라운슈바이크-볼펜뷔텔 공작 부인
- 안나(1523~1596) 폴란드-리투아니아 연방의 여왕(스테판 바토리와 결혼)
- 카타지나(1526~1583) 스웨덴 왕비(요한 3세와 결혼)
- 보이체프(1527)